# Susanna White

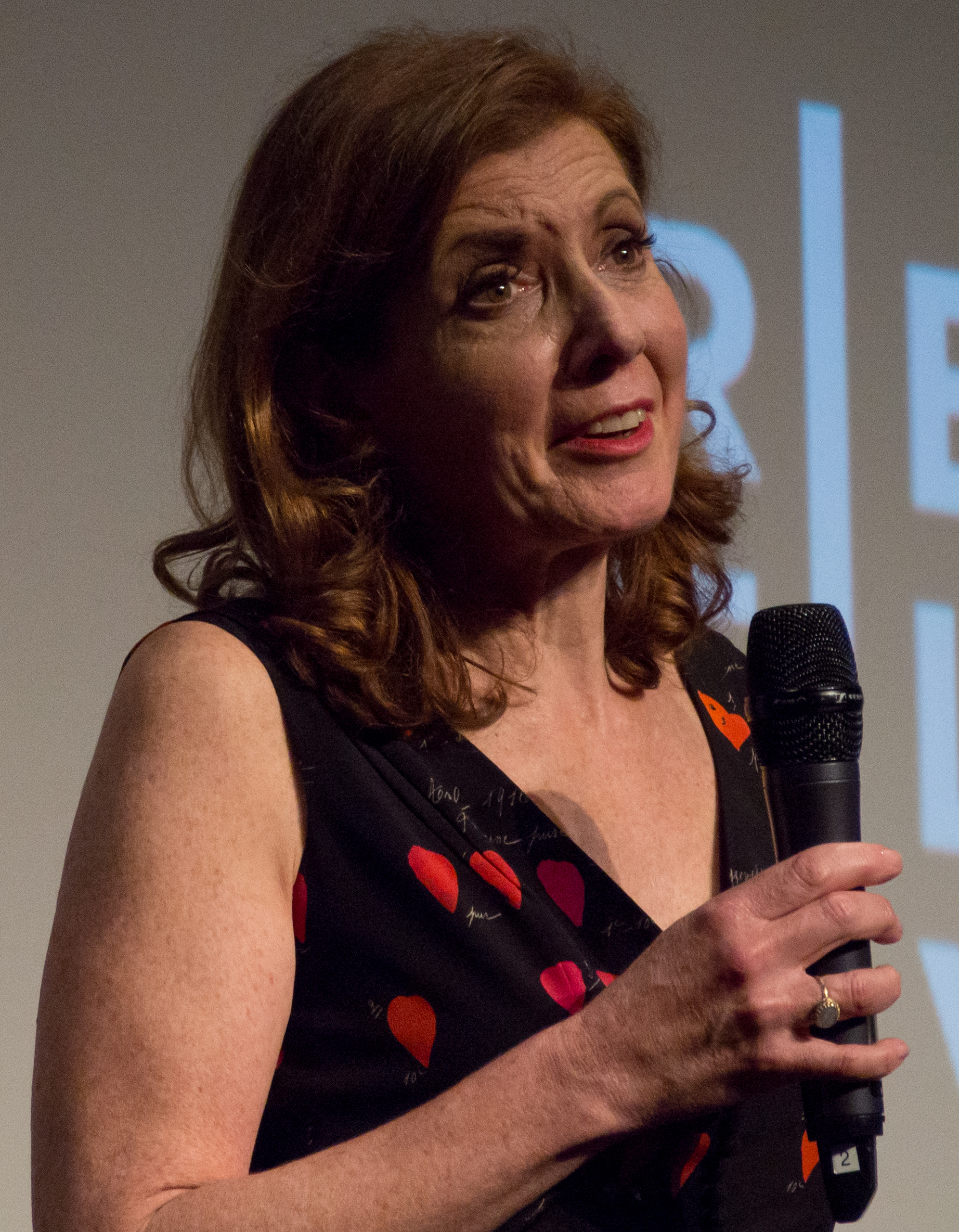
Susanna White

Susanna White (* 1960) ist eine britische Filmregisseurin.
Susanna White besuchte die Bromley High School in Bickley (London Borough of Bromley), bevor sie ein Studium an der Universität Oxford aufnahm. Ein Fulbright-Stipendium ermöglichte ihr ein Filmstudium an der University of California, Los Angeles. Nach ihrem Abschluss war sie zwölf Jahre als Dokumentarfilm-Regisseurin für BBC Two tätig. Seit 2000 ist sie auch für TV-Serien und Spielfilme als Regisseurin tätig.
Für Folgen der Serien Jane Eyre und Generation Kill wurde sie 2007 und 2009 für einen Primetime-Emmy nominiert.

## Filmografie (Auswahl)
- 2002–2003: Teachers (Fernsehserie, fünf Folgen)
- 2005: Bleak House (Fernsehserie, sieben Folgen)
- 2006: Jane Eyre (Miniserie, vier Folgen)
- 2008: Generation Kill (Miniserie, fünf Folgen)
- 2010: Eine zauberhafte Nanny – Knall auf Fall in ein neues Abenteuer (Nanny McPhee and the Big Bang)
- 2012: Parade’s End – Der letzte Gentleman (Parade’s End, Fernsehserie, sechs Folgen)
- 2016: Verräter wie wir (Our Kind of Traitor)
- 2017: Die Frau, die vorausgeht (Woman Walks Ahead)
- 2022: Star Wars: Andor (Fernsehserie, drei Folgen)
- 2023: The Buccaneers (Fernsehserie)